# Вилян
Вилян или Левкадия (на гръцки: Λευκαδιά, до 1927 година Βίλιανη, Виляни) е бивше село в Република Гърция, в дем Горуша (Войо), област Западна Македония.

## География
Вилян е било разположено югозападно от Ератира (Селица).

## История

### В Осмамската империя
В XIX век Вилян е малко селце в Сятищка нахия на Населишка каза. Според статистиката на Васил Кънчов („Македония. Етнография и статистика“) в 1900 година в Вилянъ (Вила) живеят 50 жители гърци мохамедани.

### В Гърция
През Балканската война в 1912 година в селото влизат гръцки части и след Междусъюзническата в 1913 година Вилян остава в Гърция. В първото гръцко преброяване от 1913 година се води напуснато чифлигарско селище, а на следващото в 1920 година има 11 жители. В 1927 година е прекръстено на Левкадия. Селото е закрито на 16 май 1928 година.
| Година    | 1913 | 1920 | 1928 | 1940 | 1951 | 1961 | 1971 | 1981 | 1991 | 2001 | 2011 | 2021 |
| --------- | ---- | ---- | ---- | ---- | ---- | ---- | ---- | ---- | ---- | ---- | ---- | ---- |
| Население | 0    | 11   |      |      |      |      |      |      |      |      |      |      |